# João Lino Braun
João Lino Braun foi um político brasileiro, eleito deputado estadual, pelo Partido Trabalhista Brasileiro (PTB), para as 37ª e 38ª Legislaturas da Assembleia Legislativa do Rio Grande do Sul, de 1947 a 1955. Foi deputado federal, pelo PTB/ RS de 1955 a 1966.

## Biografia
Filho de Pedro Braun e Maria Wagner Braun. Foi professor, advogado, procurador e político brasileiro, deputado estadual e federal e um dos fundadores do Partido Trabalhista Brasileiro. Fez o curso superior de Filosofia no Seminário Maior de São Leopoldo, dedicando-se depois, ao magistério, como professor de latim e português, bem  como ao jornalismo. Lecionou na Escola de Comércio de Porto Alegre, anexa a Faculdade de Direito, e nos colégios Anchieta, Farroupilha e Ruy Barbosa. Paralelamente, se formou em Ciências Jurídicas e Sociais na Faculdade de Direito da Universidade Federal do Rio Grande do Sul, em 1940. 
Em 1942, contraiu matrimônio com Maria Luiza Centeno, artista plástica, com quem teve 4 filhos. Foi o organizador e diretor do Gabinete de Estudos e Pesquisas Econômico-financeiras da Associação Comercial de Porto Alegre. Também foi um dos fundadores do Partido Trabalhista Brasileiro  na capital do estado e em diversos municípios. Em 1947, foi eleito deputado à 3ª Constituinte Estadual de 1947, reelegendo-se em 1950. Em 1954 e 1958 foi eleito deputado federal pela mesma legenda, fazendo parte das Comissões de Educação, Finanças e de Orçamento. Em 1954, transferiu-se com a família para o Rio de Janeiro e em 1960, com a inauguração da nova capital, a família transfere-se definitivamente para residir em Brasília. Voltando a candidatar-se em 1962, ficou como suplente, assumindo o mandato, em 1964, na vaga do deputado Milton Dutra, MDB/RS, cassado durante o regime militar, juntamente com vários representantes da bancada trabalhista gaúcha. 
Teve no Congresso atuação constante na tribuna, nas comissões técnicas, na elaboração e defesa de projetos de interesse do seu estado e da nação. Adepto do presidencialismo, combateu vigorosamente o Ato Adicional no. 4, que insituiu o parlamentarismo e votou pela antecipação do plebiscito que o revogou, devolvendo a João Goulart os plenos poderes de Chefe de Governo. Municipalista, lutou pela aprovação da Emenda Constitucional no. 5 que deu aos municípios competência para a arrecadação do imposto territorial. Foi partidário do intervencionismo econômico, apoiou a Petrobrás, Eletrobrás e o monopólio estatal dos minerios atômicos e das telecomunicações. Defendeu o reatamento das relações comerciais com a União Soviética, mas não protestou contra o rompimento com o governo de Fidel Castro. Na 4ª Legislatura era membro da Frente Parlamentar Nacionalista, embora não defendesse os exageros de uma posição totalmente esquerdista. 
Apoiou a nacionalização dos depósitos bancários, o monopólio do refino e da distribuição do petróleo e o direito de voto para os analfabetos, a firme fiscalização da remessa de lucros dos investimentos estrangeiros no Pais e a regulamentação do direito de greve e da participação dos empregados nos lucros das empresas. Defendeu uma reforma eleitoral que eliminasse a influência do poder econômico nas eleições, e por uma reforma agrária cooperativista, com a despropriação de latifúndios improdutivos, paga em títulos da dívida pública. 
Teve atuação constante na tribuna, nas comissões técnicas, na elaboração e defesa de projetos de interesse do seu estado e da nação. Em 1966 abandonou a vida política, passando a exercer até a aposentadoria em 1977, o cargo de procurador da Caixa Econômica Federal.

## Obras publicadas
- Discursos Parlamentares.
- Artigos em jornais de Porto Alegre/RS.
- Tradução de livros do alemão.